# Новоникольское (Мичуринский район)
Новонико́льское — село в Мичуринском районе Тамбовской области России. Административный центр Новоникольского сельсовета. 

## География
Расположено у слияния рек Лесной Воронеж и Польной Воронеж в реку Воронеж. 
Железнодорожная станция Никольское на линии Мичуринск — Грязи.

## История
Первое упоминание о селе в документах — 1762 год.
В то время владельцем села был генерал-поручик князь Сергей Федорович Хованский (1722—†1777). По данным III ревизии (1762—1764) село состояло из 70 дворов, в которых проживало 524 крепостных душ (о. п.).
В результате раздела наследства село перешло к старшему сыну премьер-майору князю Ф. С. Хованскому (1754—1821), мужу княгини М. А. Хованской (урожд. Яковлевой), которая приходилась родной теткой А. И. Герцену. Население в 1783 году составляло 475 крепостных душ (м. п.), помещичьей земли — 3927 десятин.
От князей Хованских село перешло к тайному советнику, губернатору Тамбовской губернии Н. С. Лаптеву (1744—1815). На деньги Лаптева в селе в 1810 была построена двухэтажная Казанская церковь с тремя куполами по числу трех престолов- главного Казанской иконы Матери Божией, придельных — свт. Николая и св. Стефаниды. Престольный праздник — 22 октября (ст. ст.).
В 1849 Новоникольское перешло во владение младшему сыну Лаптева — коллежскому секретарю Г. Н. Лаптевичу (1798—1856), а после его смерти родовое имение унаследовали все четверо его детей. 27 июня 1863 рассматривалось «Дело о выкупе земельных наделов временнообязанными крестьянами Н. Г. Лаптевича, М. Г. Снежковой и Е. Г. Ознобишиной села Новоникольского Козловского уезда Тамбовской губернии». К 1859 году в Новоникольском был построен конный завод.
В 1869 году в селе была открыта станция Никольская. Козловско-Воронежской железной дороги.
Местное самоуправление и судебная система в Новоникольском вершилась старостой, который подчинялся старосте волостному.
25 октября 1882 года М. Г. Снежкова (Лаптевич) передала имение старшему сыну почетному мировому судье, уездному гласному тамбовской земской управы Н. Г. Снежкову (1851—†1898) Архивная копия от 31 октября 2020 на Wayback Machine. В 1890 году усадебной земли в имении в Новоникольском значилось 21 десятина, пахотной — 834, всего — 1121 (1898). При усадьбе работала водяная мельница.  
В 1891 году в селе было начато строительство двухэтажной земской школы, бюджет которого составил 2000 рублей.. Через 9 лет школьное здание пришло в полный упадок, а средства на ремонт так и не нашлись..
Последней хозяйкой дворянской усадьбы стала Л. Н. Снежкова (1877—†1960), мужем которой был надворный советник Н. Н. Ульрих (1870 −1937), прокурор окружного суда Курской губернии (1910—1913), прокурор Нижегородской губернии (1912—1914).
В 1898 помещичьей земли — 1130 десятин, стоимость водяной мельницы оценивалась в 30 000 рублей.
В 1899 году жители Новоникольского относились к VII врачебному участку, врачебный пункт был расположен в селе Успенском.
В 1914 году в селе численность населения составляла в селе мужчин — 936 женщин — 965, работали винокуренный завод, конный завод, случной пункт
В 2008 году в Новоникольское (где в 2002 году проживали 1363 человека) был включён посёлок Бензоперегонной станции (1433 жителей по переписи 2002 года). В состав Новоникольского также входят ранее бывшими отдельными населёнными пунктами: Подсобное хозяйство санатория им. Калинина (73 жителя по переписи 2002 года), Санаторий им. Калинина (139 жителей, 2002 год), Центральная усадьба колхоза Путь Ленина (158 жителей, 2002 год).

## Население
| 1989 | 2002  | 2010  |
| ---- | ----- | ----- |
| 1490 | ↘1363 | ↗3163 |

## Инфраструктура и достопримечательности
На территории села находятся МБОУ Новоникольской СОШ, ДК «Нефтяник», Казанский храм, памятник 70 летию Победы в Великой Отечественной войне.
На берегу реки Воронеж в селе открыт муниципальный сельский пляж «Лазурный».

## Экономика
Основные предприятия:
- Участок ЛПДС — «Никольское» — станция нефтепродуктопровода АК «Транснефтепродукт» (линии Самара — Брянск, Уфа — Западное направление). ЛПДС — «Никольское» — станция нефтепровода «Дружба» АК «Транснефть»
- Нефтеперерабатывающий завод (начало строительства предполагается в четвёртом квартале 2010 года[30]. Первая партия продукции запланирована на 2012 год, а выход на проектную мощность — в 2015 году[31]), однако проект так и не был осуществлён.

- Санаторий имени М. И. Калинина[32] ОАО «ТамбовКурорт», специализирующийся на профилактике и лечении заболеваний костно-мышечной, нервной систем, органов пищеварения, системы кровообращения

## Знаменитые уроженцы
- Фирсов, Иван Иванович — Герой Советского Союза
- Ульрих, Николай Николаевич — академик ВАСХНИЛ, НИИ механизации сельского хозяйства (ВИМ), лауреат премии Совета Министров СССР

## Галерея
- Дом дворян Снежковых-Ульрих в Новоникольском
- Дом дворян Снежковых-Ульрих со стороны парка
- Мост Никольский вблизи села Новоникольское
- Санаторий им. Калинина
- Здание станции Никольское
- На станции